# Cullompton
Cullompton è un paese di 7 609 abitanti della contea del Devon, in Inghilterra.